# Amstel Gold Race 2015
La 50e édition de l'Amstel Gold Race a eu lieu le 19 avril 2015. C'est la onzième épreuve de l'UCI World Tour 2015. La course fait partie des classiques ardennaises, même si elle se dispute dans le Limbourg et non dans les Ardennes belges. Elle a lieu une semaine avant la Flèche wallonne et Liège-Bastogne-Liège, les deux autres classiques ardennaises.
Longue de 258 kilomètres, la course tourne autour de la ville de Fauquemont. Au total trente-quatre brèves côtes émaillent le parcours, certaines étant empruntées à plusieurs reprises. L'ascension du Cauberg, réalisée quatre fois, est le passage décisif de la course. La dernière montée a lieu à deux kilomètres de la ligne d'arrivée. La course correspond à des coureurs puncheurs.
Après que plusieurs groupes d'échappée se font rattraper, l'épreuve se décide dans la dernière ascension du Cauberg. Le sprint d'une quinzaine de coureurs est remporté par le Polonais Michał Kwiatkowski (Etixx-Quick Step) devant l'Espagnol Alejandro Valverde (Movistar) et l'Australien Michael Matthews (Orica-GreenEDGE).

## Présentation

### Parcours

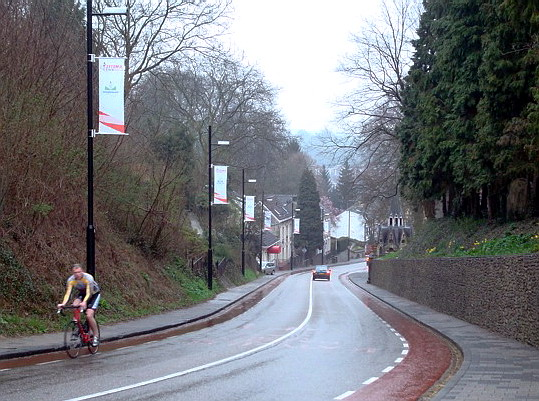
Le Cauberg, monté quatre fois durant la course

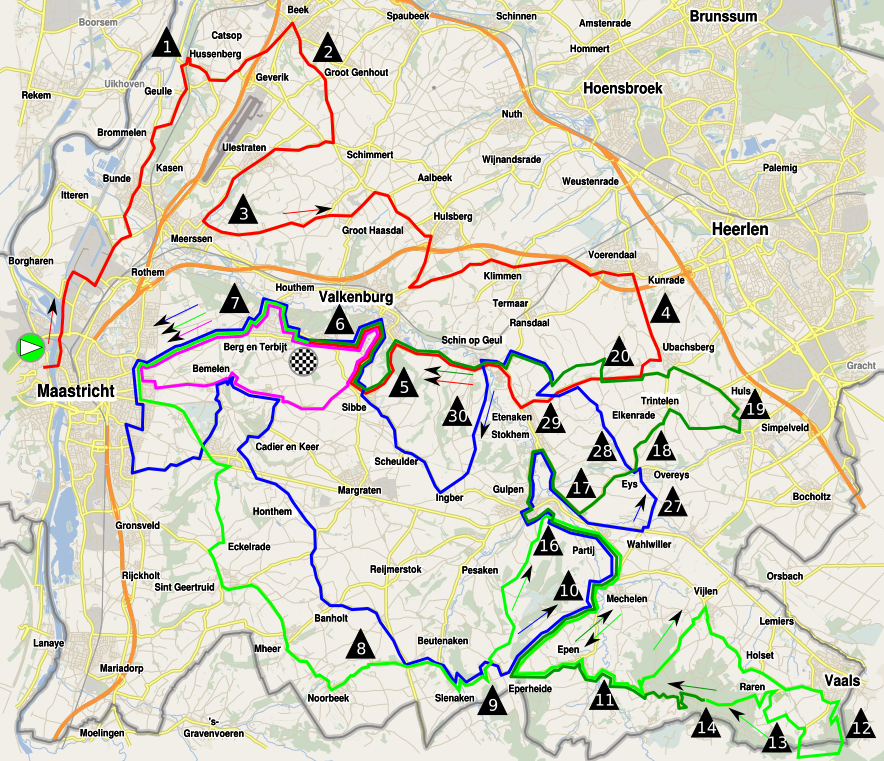
Note:Valkenburg est le nom Néerlandais de Fauquemont. Les ascensions réalisées à plusieurs reprises ne sont indiquées qu'une seule fois

Le parcours est long de 258 kilomètres. Il démarre à Maastricht et se dirige vers le nord. Les coureurs traversent les villes de Bunde et de Geulle avant d'atteindre la première côte de la journée qu'est le Slingerberg. Ils se dirigent ensuite vers Beek puis grimpent l'Adsteeg. Ces ascensions se trouvent dans les premiers quinze kilomètres du parcours. La course se rend ensuite à Meerssen où le Lange Raarberg est monté en allant vers Heerlen. Juste avant d'arriver dans cette commune, le parcours tourne vers le sud et emprunte le Bergseweg. C'est alors le commencement d'une série de trois tours de circuit dans les environs de Fauquemont. Le Sibbergrubbe et le Cauberg sont escaladés pour la première fois. Cette dernière ascension se trouve au kilomètre cinquante-quatre,
La première boucle a une longueur de 101,6 kilomètres. Les coureurs grimpent le Geulhemmerberg en quittant Fauquemont, puis virent en direction du sud-est. Les vingt kilomètres suivants ne contiennent pas de côte référencée, toutefois ils sont souvent en faux-plat. La prochaine ascension est le Wolfsburg, au kilomètre soixante-dix-huit, rapidement suivi par le Loorberg. Le parcours se dirige alors vers Gulpen sans traverser la ville. La côte du Schweibergerweg est grimpée au kilomètre quatre-vingt-douze suivie par le Camerig six kilomètres plus loin. Une boucle autour de la ville de Vaals est alors effectuée. Les côtes du Vaalserberg, marquant la frontière entre l'Allemagne, la Belgique et les Pays-Bas, celle de Gemmenich et du Vijlenerbos sont surmontées en l'espace de neuf kilomètres. Le parcours se redirige après vers Gulden en empruntant la même route qu'à l'aller et grimpe l'Eperheide. À Gulpen, le mont éponyme est parcouru. La course continue vers le Plettenberg et l'Eyserweg. À Simpelveld, le parcours tourne à l'ouest pour revenir vers Fauquemont en prenant la côte d'Huls et du Vrakelberg. En entrant dans Fauquemont, le Sibbergrubbe puis le Cauberg sont de nouveau grimpés. Au passage de la ligne cent-soixante-huit kilomètres ont été couverts, un peu moins de cent restent à parcourir,,.
Le deuxième tour de circuit est long de soixante-et-un kilomètres. Le Geulhemmerberg est emprunté de nouveau avant que le parcours n'atteigne les confins de Maastricht. Le circuit grimpe cette fois-ci le Bemelerberg en allant vers le nord avant de repartir au sud-est vers Beutenaken. Les chemins empruntés sont ensuite similaire à ceux du premier tour avec notamment l'ascension du Loorberg et du Gulpenerberg. Le retour vers Fauquemont varie cependant, avec le passage du Kruisberg, de l'Eyserbosberg, du Fromberg puis du Keutenberg. Le Sibbergruppe n'est pas monté à l'inversion du Cauberg. À la ligne, les coureurs ont encore dix-huit kilomètres à couvrir,,.
La dernière révolution est donc la plus courte. Le circuit emprunte le Geulhemmerberg pour la troisième reprise, puis le Bemelerberg avant de revenir directement à Fauquemont pour l'ultime montée du Cauberg. Au pied de celle-ci, 2 600 mètres restent à parcourir. Elle est longue de 900 mètres avant une déclinaison moyenne de sept pour cent et une pente maximale de douze pour cent. À son sommet, il reste donc 1 700 mètres relativement plats avant de passer la ligne d'arrivée située sur le territoire de Berg en Terblijt,,,.
34 côtes sont répertoriées pour cette course :
| Num | Nom                 | Longueur (m) | Pente moyenne | km de l'arrivée |
| --- | ------------------- | ------------ | ------------- | --------------- |
| 1   | Slingerberg (nl)    | 1 200        | 5,4 %         | 248,6           |
| 2   | Adsteeg (nl)        | 620          | 4,7 %         | 243,9           |
| 3   | Lange Raarberg (nl) | 1 000        | 4,3 %         | 235,7           |
| 4   | Bergseweg (nl)      | 2 200        | 3,4 %         | 220             |
| 5   | Sibbergrubbe (nl)   | 2 000        | 4,1 %         | 208,3           |
| 6   | Cauberg             | 1 500        | 7 %           | 203,9           |
| 7   | Geulhemmerberg      | 1 000        | 5,8 %         | 199,4           |
| 8   | Wolfsberg (nl)      | 500          | 5,8 %         | 179,9           |
| 9   | Loorberg (nl)       | 1 600        | 5,1 %         | 176,8           |
| 10  | Schweiberg (nl)     | 3 000        | 3,7 %         | 165,5           |
| 11  | Camerig (nl)        | 3 600        | 7 %           | 159,1           |
| 12  | Vaalserberg         | 2 600        | 4,2 %         | 148,5           |
| 13  | Gemmenicherweg (nl) | 2 000        | 5,4 %         | 144             |
| 14  | Vijlenerbos (nl)    | 1 800        | 5,1 %         | 140,2           |
| 15  | Eperheide (nl)      | 2 300        | 4,5 %         | 131,5           |
| 16  | Gulperberg (nl)     | 1 100        | 5,2 %         | 122,9           |
| 17  | Plettenberg (nl)    | 1 200        | 3,7 %         | 116,4           |
| 18  | Eyserweg (nl)       | 2 100        | 4,4 %         | 114,3           |
| 19  | Huls (nl)           | 900          | 8,3 %         | 109,8           |
| 20  | Vrakelberg (nl)     | 600          | 7,7 %         | 104,5           |
| 21  | Sibbergrubbe (nl)   | 2 000        | 4,1 %         | 96,8            |
| 22  | Cauberg             | 1 500        | 7 %           | 92,4            |
| 23  | Geulhemmerberg      | 1 000        | 5,8 %         | 87,8            |
| 24  | Bemelerberg (nl)    | 1 200        | 4 %           | 75,1            |
| 25  | Loorberg (nl)       | 1 600        | 5,1 %         | 59,8            |
| 26  | Gulperberg (nl)     | 600          | 9,8 %         | 50,3            |
| 27  | Kruisberg           | 800          | 8,4 %         | 41,3            |
| 28  | Eyserbosweg         | 1 100        | 7,9 %         | 39,4            |
| 29  | Fromberg (nl)       | 1 200        | 4,8 %         | 35,6            |
| 30  | Keutenberg          | 1 700        | 6,1 %         | 31,1            |
| 31  | Cauberg             | 1 500        | 7 %           | 21,1            |
| 32  | Geulhemmerberg      | 1 000        | 5,8 %         | 18,5            |
| 33  | Bemelerberg (nl)    | 1 200        | 4 %           | 7,8             |
| 34  | Cauberg             | 1 500        | 7 %           | 2,6             |

- - Début du parcours
  - Debut du premier tour de circuit
  - Fin du premier tour de circuit
  - Deuxième tour de circuit
  - Troisième tour de circuit

Note:Valkenburg est le nom Néerlandais de Fauquemont. Les ascensions réalisées à plusieurs reprises ne sont indiquées qu'une seule fois

### Équipes
En tant qu'épreuve World Tour, les dix-sept WorldTeams participent à la course. L'organisateur a communiqué la liste des trois premières équipes invitées le 2 février 2015. Il s'agit des formations Roompot Oranje Peloton, Topsport Vlaanderen-Baloise et Wanty-Groupe Gobert. Elle a ensuite dévoilée la présence de cinq autres équipes un peu plus tard dans l'année.
Vingt-cinq équipes participent à cette Amstel Gold Race - dix-sept WorldTeams et huit équipes continentales professionnelles :
| UCI WorldTeams      | UCI WorldTeams | UCI WorldTeams |
| Nom de l'équipe     | Pays           | Code           |
| ------------------- | -------------- | -------------- |
| AG2R La Mondiale    | France         | ALM            |
| Astana              | Kazakhstan     | AST            |
| BMC Racing          | États-Unis     | BMC            |
| Cannondale-Garmin   | États-Unis     | TCG            |
| Etixx-Quick Step    | Belgique       | EQS            |
| FDJ                 | France         | FDJ            |
| Giant-Alpecin       | Allemagne      | TGA            |
| IAM                 | Suisse         | IAM            |
| Katusha             | Russie         | KAT            |
| Lampre-Merida       | Italie         | LAM            |
| Lotto NL-Jumbo      | Pays-Bas       | TLJ            |
| Lotto-Soudal        | Belgique       | LTS            |
| Movistar            | Espagne        | MOV            |
| Orica-GreenEDGE     | Australie      | OGE            |
| Sky                 | Royaume-Uni    | SKY            |
| Tinkoff-Saxo        | Russie         | TCS            |
| Trek Factory Racing | États-Unis     | TFR            |

| Équipes continentales professionnelles | Équipes continentales professionnelles | Équipes continentales professionnelles |
| Nom de l'équipe                        | Pays                                   | Code                                   |
| -------------------------------------- | -------------------------------------- | -------------------------------------- |
| Bardiani CSF                           | Italie                                 | BAR                                    |
| CCC Sprandi Polkowice                  | Pologne                                | CCC                                    |
| Cult Energy                            | Danemark                               | CLT                                    |
| MTN-Qhubeka                            | Afrique du Sud                         | MTN                                    |
| Nippo-Vini Fantini                     | Italie                                 | NIP                                    |
| Roompot Oranje Peloton                 | Pays-Bas                               | ROP                                    |
| Topsport Vlaanderen-Baloise            | Belgique                               | TSV                                    |
| Wanty-Groupe Gobert                    | Belgique                               | WGG                                    |

### Règlement de la course

#### Primes
Les vingt prix sont attribués suivant le barème de l'UCI,. Le total général des prix distribués est de 40 000 €.
| Position | 1er      | 2e      | 3e      | 4e      | 5e      | 6e      | 7e      | 8e    | 9e    | 10e à 20e |
| Prix     | 16 000 € | 8 000 € | 4 000 € | 2 000 € | 1 600 € | 1 200 € | 1 100 € | 800 € | 400 € | 400 €     |

### Favoris

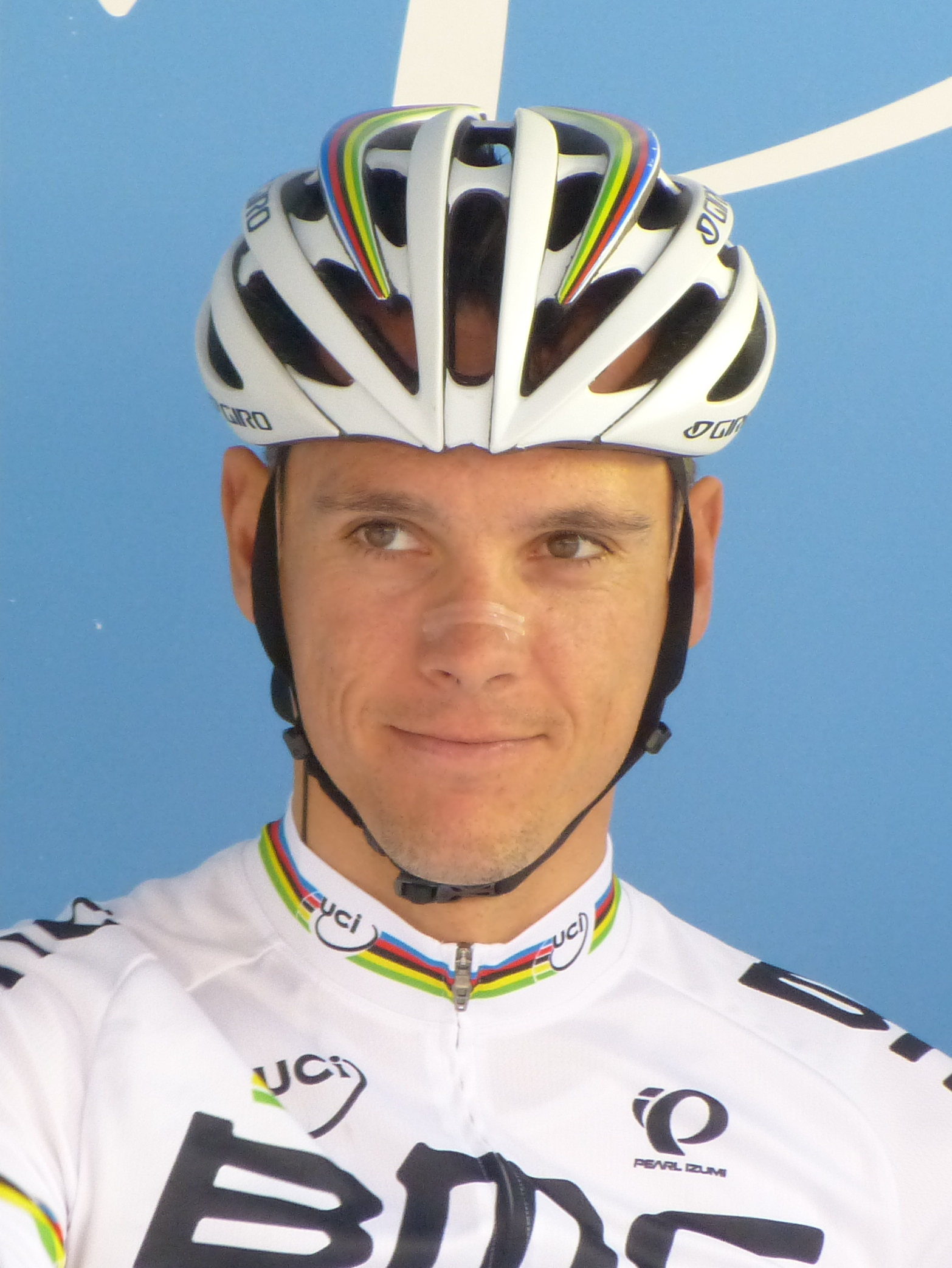
Philippe Gilbert, triple vainqueur de l'épreuve, ici en maillot de champion du monde. Championnat gagné également à Fauquemont

L'Amstel Gold Race a déjà été remporté par le passé par des coureurs ayant lancés une échappée loin de l'arrivée. En 2013 Roman Kreuziger a ainsi attaqué après l'avant-dernière ascension du Cauberg. Cependant, la course se décide généralement dans la dernière montée de ce mont. En 2014, Philippe Gilbert place une accélération à mi-côte pour s'imposer seul. La partie plate suivant le Cauberg peut également permettre à des coureurs distancés de la tête de revenir. La victoire se décide alors au sprint,,. La course convient donc bien aux puncheurs possédant la capacité de résister à un retour dans le dernier kilomètre.
Philippe Gilbert est le principal prétendant à propre succession. Il a également remporté l'épreuve en 2010 et 2011 ainsi que les championnats du monde sur route 2012 qui avaient lieu sur un circuit similaire. Il se présente de plus en bonne forme, ayant terminé troisième de la Flèche brabançonne la semaine précédente. D'autres anciens vainqueurs sont également au départ : Roman Kreuziger, Enrico Gasparotto, Damiano Cunego, Fränk Schleck, Stefan Schumacher et Davide Rebellin,.
Alejandro Valverde, quatrième en 2014, fait également figure de favori de l'épreuve. Il vient notamment de remporter trois étapes du Tour de Catalogne. Michał Kwiatkowski, le champion du monde en titre, Joaquim Rodríguez et Michael Matthews ont également de bonnes chances de victoire. Ce dernier est en particulier favori en cas d'arrivée au sprint,.

## Récit de la course
Une première échappée de six coureurs se détache juste après le Lange Raarberg, soit au bout de vingt kilomètres. Le groupe est composé de  Laurens De Vreese, Jan Polanc, Timo Roosen, Linus Gerdemann, Johan Van Zyl et Mike Terpstra. Le peloton ne réagit pas tout de suite et laisse jusqu'à dix minutes d'avance à l'échappée quand la course atteint Mechelen, au kilomètre quatre-vingt-dix. Les équipes BMC et CCC–Sprandi–Polkowice maintiennent l'écart. Plusieurs chutes se produisent durant cette phase de la course : Jelle Vanendert, deuxième en 2014, et Lieuwe Westra sont ainsi contraints à l'abandon. Au deuxième passage sur la ligne d'arrivée, alors qu'il reste une centaine de kilomètres à parcourir, l'échappée compte six minutes d'avance. Le peloton commence alors véritablement la poursuite,. 

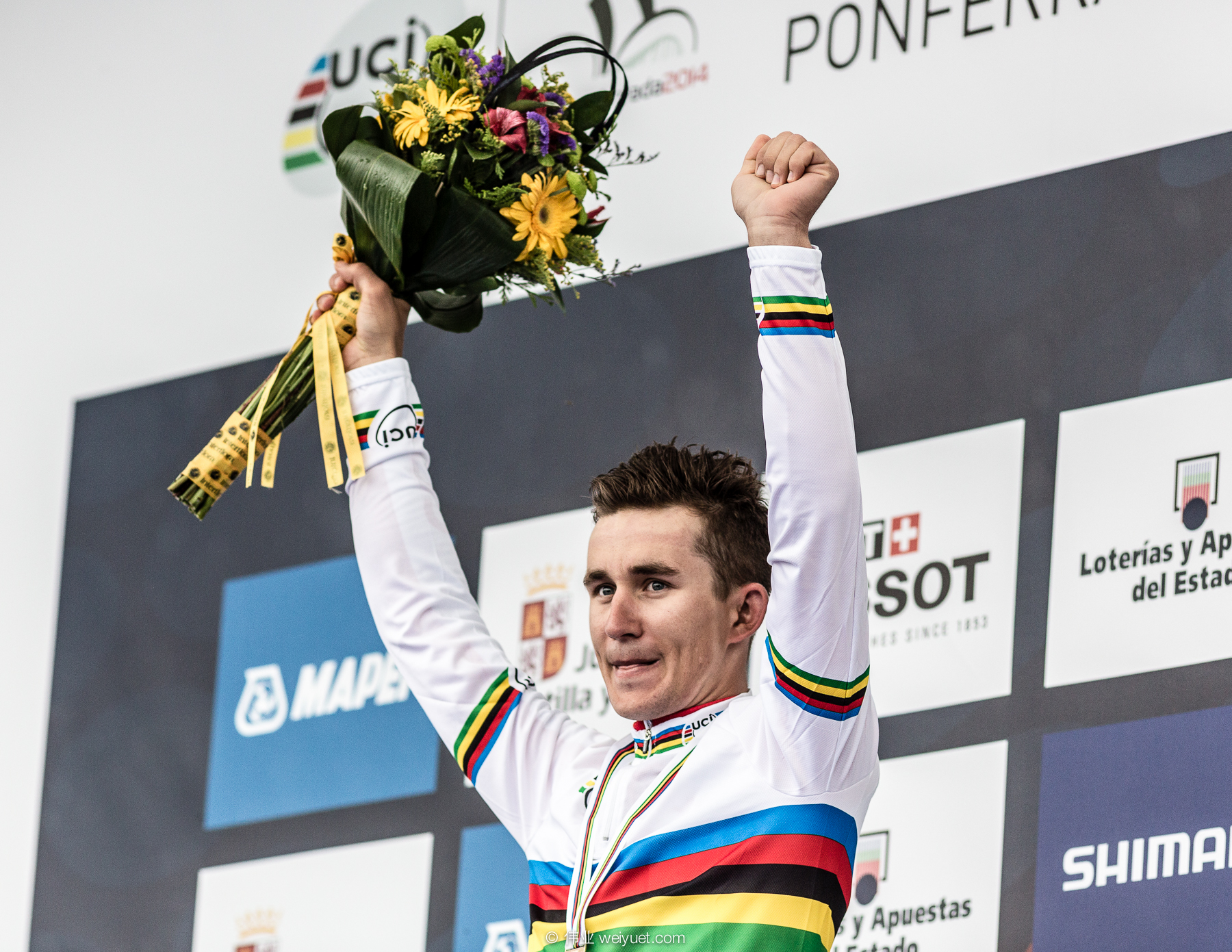
Michał Kwiatkowski (ici après sa victoire aux championnats du monde 2014) gagne sa première course avec le maillot irisé sur les épaules au sprint

Sur le second tour de circuit, l'équipe Movistar d'Alejandro Valverde vient prêter main-forte en tête du peloton afin de revenir sur les échappées. L'écart se réduit à quatre minutes. Un groupe se détache même en tête de peloton dans la descente du Bemelerberg, toutefois un problème mécanique du leader espagnol les force à couper leur effort. Le peloton se reforme alors. À la fin du tour de circuit, trois coureurs sont lâchés du groupe d'échappée et son avance n'est plus que d'une minute. Sur l'Eyserbosweg, David Tanner et Simon Clarke attaquent. Un groupe de poursuite se forme ensuite. Il est constitué de Tony Martin, Vincenzo Nibali, Diego Rosa, Wilco Kelderman, Damiano Caruso et Alex Howes. À trente-sept kilomètres de l'arrivée, Clarke et Tanner comptent onze secondes d'avance sur leurs poursuivants, le peloton se trouvant vingt-quatre secondes supplémentaires derrière,.
Wilco Kelderman rate un virage et traverse un champ afin de rejoindre la course. Il ne parvient jamais à rentrer sur la tête de course. Le groupe Nibali revient sur Tanner et Clarke, mais se montre assez désuni. Rosa et Caruso chute tous deux dans une courbe. Il n'y a donc plus que cinq athlètes à l'avant tandis que Movistar mène le peloton. Le groupe est finalement repris à quinze kilomètres du but. Clarke contre, mais se faire rejoindre sept kilomètres plus tard,. Une dernière attaque est menée par Jakob Fuglsang et Greg Van Avermaet. Ce dernier refuse d'aider le premier et les deux sont rapidement repris. Le peloton est donc groupé au pied de la dernière ascension du Cauberg.
En 2014, Samuel Sánchez a attaqué dès les premières pentes du Cauberg sur ordre son coéquipier d'alors Philippe Gilbert qui l'emporta à la suite. L'équipe BMC tente de reproduire cette stratégie gagnante avec Ben Hermans dans le rôle de Sánchez cette fois-ci. Cependant, l'attaque de Philippe Gilbert n'est ici pas couronnée de succès car Michael Matthews parvient à l'accompagner. Michał Kwiatkowski est alors en poursuite seul. Valverde rejoint Gilbert et Matthews, quinze autres coureurs faisant de même quelques mètres plus loin. À cinq cents mètres de la ligne, Kwiatkowski est en queue de groupe et récupère de l'ascension. Il lance alors un long sprint et ne se fait jamais remonter. Valverde est deuxième, Matthews troisième. C'est la première victoire de Michał Kwiatkowski dans son maillot irisé,.

## Classements

### Classement final
| Classement final | Classement final   | Classement final | Classement final      | Classement final   |
|                  | Coureur            | Pays             | Équipe                | Temps              |
| ---------------- | ------------------ | ---------------- | --------------------- | ------------------ |
| 1er              | Michał Kwiatkowski | Pologne          | Etixx-Quick Step      | en 6 h 31 min 49 s |
| 2e               | Alejandro Valverde | Espagne          | Movistar              | m.t                |
| 3e               | Michael Matthews   | Australie        | Orica-GreenEDGE       | m.t                |
| 4e               | Rui Costa          | Portugal         | Lampre-Merida         | m.t                |
| 5e               | Greg Van Avermaet  | Belgique         | BMC Racing            | m.t                |
| 6e               | Tony Gallopin      | France           | Lotto-Soudal          | m.t                |
| 7e               | Julian Alaphilippe | France           | Etixx-Quick Step      | m.t                |
| 8e               | Enrico Gasparotto  | Italie           | Wanty-Groupe Gobert   | m.t                |
| 9e               | Maciej Paterski    | Pologne          | CCC Sprandi Polkowice | m.t                |
| 10e              | Philippe Gilbert   | Belgique         | BMC Racing            | m.t                |
| modifier         |                    |                  |                       |                    |

### UCI World Tour
Cette Amstel Gold Race attribue des points pour l'UCI World Tour 2015, par équipes uniquement aux équipes ayant un label WorldTeam, individuellement uniquement aux coureurs des équipes ayant un label WorldTeam.
| Position,          | 1er | 2e | 3e | 4e | 5e | 6e | 7e | 8e | 9e | 10e |
| Classement général | 80  | 60 | 50 | 40 | 30 | 22 | 14 | 10 | 6  | 2   |

#### Classement individuel
Ci-dessous, le classement individuel de l'UCI World Tour à l'issue de la course.
| Rang | Coureur            | Équipe           | Points |
| ---- | ------------------ | ---------------- | ------ |
| 1    | Richie Porte       | Sky              | 303    |
| 2    | Alexander Kristoff | Katusha          | 237    |
| 3    | John Degenkolb     | Giant-Alpecin    | 232    |
| 4    | Michał Kwiatkowski | Etixx-Quick Step | 195    |
| 5    | Geraint Thomas     | Sky              | 184    |
| 6    | Greg Van Avermaet  | BMC Racing       | 178    |
| 7    | Nairo Quintana     | Movistar         | 168    |
| 8    | Alejandro Valverde | Movistar         | 158    |
| 9    | Zdeněk Štybar      | Etixx-Quick Step | 152    |
| 10   | Niki Terpstra      | Etixx-Quick Step | 140    |

#### Classement par pays
Ci-dessous, le classement par pays de l'UCI World Tour à l'issue de la course.
| Rang | Pays        | Points |
| ---- | ----------- | ------ |
| 1    | Australie   | 638    |
| 2    | Espagne     | 517    |
| 3    | Pays-Bas    | 435    |
| 4    | Colombie    | 428    |
| 5    | Belgique    | 376    |
| 6    | Italie      | 359    |
| 7    | Royaume-Uni | 266    |
| 8    | Allemagne   | 241    |
| 9    | Norvège     | 237    |
| 10   | Pologne     | 198    |

#### Classement par équipes
Ci-dessous, le classement par équipes de l'UCI World Tour à l'issue de la course.
| Rang | Équipe           | Points |
| ---- | ---------------- | ------ |
| 1    | Etixx-Quick Step | 670    |
| 2    | Sky              | 629    |
| 3    | Katusha          | 527    |
| 4    | Movistar         | 483    |
| 5    | BMC Racing       | 410    |
| 6    | Giant-Alpecin    | 302    |
| 7    | Orica-GreenEDGE  | 286    |
| 8    | Tinkoff-Saxo     | 278    |
| 9    | Lampre-Merida    | 257    |
| 10   | Lotto-Soudal     | 236    |

## Bilan et réactions
La victoire de Michał Kwiatkowski est sa première sur une course en ligne depuis le championnat du monde 2014. Il a par ailleurs remporté le prologue de Paris-Nice. Il devient le quatrième coureurs à gagner l'Amstel Gold Race avec le maillot irisé sur les épaules. Il succède à : Eddy Merckx, Jan Raas et Bernard Hinault. Il déclare que c'est un « jour incroyable », et que cela permet de « remettre les points sur les i » après les deuxièmes places de l'équipe Etixx–Quick-Step sur le Tour des Flandres et le Paris-Roubaix.
La tactique de la BMC est saluée après la course, même si elle n'a pas permis à Philippe Gilbert de répéter sa victoire. Sa dixième place est son pire résultat sur l'épreuve depuis de nombreuses années. Il pense que son incapacité à rester seul devant le groupe de poursuite vient de l'absence de vent de face dans la dernière ligne droite ainsi que de son statut de favori,. Valverde au contraire se montre très satisfait de sa deuxième place, son meilleur résultat sur l'Amstel jusqu'alors, et se montre optimiste pour la suite des classiques ardennaises.

## Liste des participants
- Liste de départ complète

| Légende | Légende                                                                    | Légende | Légende                                                    |
| ------- | -------------------------------------------------------------------------- | ------- | ---------------------------------------------------------- |
| Num     | Dossard de départ porté par le coureur sur cette Amstel Gold Race          | Pos     | Position à l'arrivée de la course                          |
|         | Indique un maillot de champion national ou mondial, suivi de sa spécialité | NP      | Indique un coureur qui n'a pas pris le départ de la course |
| AB      | Indique un coureur qui n'a pas terminé la course                           | HD      | Indique un coureur qui a terminé la course hors des délais |

| BMC Racing BMC                   | BMC Racing BMC          | BMC Racing BMC |
| -------------------------------- | ----------------------- | -------------- |
| Num                              | Coureur                 | Pos            |
| 1                                | Philippe Gilbert (BEL)  | 10e            |
| 2                                | Damiano Caruso (ITA)    | 89e            |
| 3                                | Marcus Burghardt (GER)  | 125e           |
| 4                                | Silvan Dillier (SUI)    | 78e            |
| 5                                | Ben Hermans (BEL)       | 18e            |
| 6                                | Samuel Sánchez (ESP)    | 31e            |
| 7                                | Dylan Teuns (BEL)       | 64e            |
| 8                                | Greg Van Avermaet (BEL) | 5e             |
| Directeur sportif : Valerio Piva |                         |                |

| AG2R La Mondiale ALM              | AG2R La Mondiale ALM    | AG2R La Mondiale ALM |
| --------------------------------- | ----------------------- | -------------------- |
| Num                               | Coureur                 | Pos                  |
| 11                                | Jan Bakelants (BEL)     | 24e                  |
| 12                                | Carlos Betancur (COL)   | 45e                  |
| 13                                | Mikaël Cherel (FRA)     | 85e                  |
| 14                                | Ben Gastauer (LUX)      | AB                   |
| 15                                | Matteo Montaguti (ITA)  | 51e                  |
| 16                                | Rinaldo Nocentini (ITA) | 12e                  |
| 17                                | Christophe Riblon (FRA) | AB                   |
| 18                                | Alexis Vuillermoz (FRA) | 54e                  |
| Directeur sportif : Julien Jurdie |                         |                      |

| FDJ                               | FDJ                           | FDJ  |
| --------------------------------- | ----------------------------- | ---- |
| Num                               | Coureur                       | Pos  |
| 21                                | William Bonnet (FRA)          | AB   |
| 22                                | Olivier Le Gac (FRA)          | AB   |
| 23                                | Laurent Pichon (FRA)          | 124e |
| 24                                | Kévin Réza (FRA)              | 105e |
| 25                                | Anthony Roux (FRA)            | AB   |
| 26                                | Benoît Vaugrenard (FRA)       | 106e |
| 27                                | Jussi Veikkanen (FIN) (Route) | AB   |
| 28                                | Arthur Vichot (FRA)           | 42e  |
| Directeur sportif : Franck Pineau |                               |      |

| Astana AST                              | Astana AST                    | Astana AST |
| --------------------------------------- | ----------------------------- | ---------- |
| Num                                     | Coureur                       | Pos        |
| 31                                      | Vincenzo Nibali (ITA) (Route) | 65e        |
| 32                                      | Lars Boom (NED)               | AB         |
| 33                                      | Jakob Fuglsang (DEN)          | 17e        |
| 34                                      | Andriy Grivko (UKR)           | 59e        |
| 35                                      | Laurens De Vreese (BEL)       | 93e        |
| 36                                      | Diego Rosa (ITA)              | 57e        |
| 37                                      | Luis León Sánchez (ESP)       | 63e        |
| 38                                      | Lieuwe Westra (NED)           | AB         |
| Directeur sportif : Giuseppe Martinelli |                               |            |

| Etixx-Quick Step EQS                 | Etixx-Quick Step EQS             | Etixx-Quick Step EQS |
| ------------------------------------ | -------------------------------- | -------------------- |
| Num                                  | Coureur                          | Pos                  |
| 41                                   | Michał Kwiatkowski (POL) (Route) | 1er                  |
| 42                                   | Julian Alaphilippe (FRA)         | 7e                   |
| 43                                   | Michał Gołaś (POL)               | 97e                  |
| 44                                   | Tony Martin (GER)                | 77e                  |
| 45                                   | Gianni Meersman (BEL)            | 73e                  |
| 46                                   | Stijn Vandenbergh (BEL)          | AB                   |
| 47                                   | Petr Vakoč (CZE)                 | 50e                  |
| 48                                   | Julien Vermote (BEL)             | 98e                  |
| Directeur sportif : Wilfried Peeters |                                  |                      |

| IAM                                 | IAM                          | IAM |
| ----------------------------------- | ---------------------------- | --- |
| Num                                 | Coureur                      | Pos |
| 51                                  | Sylvain Chavanel (FRA)       | 79e |
| 52                                  | Dries Devenyns (BEL)         | NP  |
| 53                                  | Martin Elmiger (SUI) (Route) | 35e |
| 54                                  | Reto Hollenstein (SUI)       | AB  |
| 55                                  | Thomas Degand (BEL)          | NP  |
| 56                                  | Vicente Reynés (ESP)         | AB  |
| 57                                  | Aleksejs Saramotins (LAT)    | AB  |
| 58                                  | David Tanner (AUS)           | 75e |
| Directeur sportif : Kjell Carlström |                              |     |

| Lampre-Merida LAM                    | Lampre-Merida LAM       | Lampre-Merida LAM |
| ------------------------------------ | ----------------------- | ----------------- |
| Num                                  | Coureur                 | Pos               |
| 61                                   | Rui Costa (POR)         | 4e                |
| 62                                   | Matteo Bono (ITA)       | AB                |
| 63                                   | Kristijan Đurasek (CRO) | 101e              |
| 64                                   | Valerio Conti (ITA)     | AB                |
| 65                                   | Manuele Mori (ITA)      | 109e              |
| 66                                   | Jan Polanc (SLO)        | 103e              |
| 67                                   | Diego Ulissi (ITA)      | 49e               |
| 68                                   | Rafael Valls (ESP)      | 53e               |
| Directeur sportif : Philippe Mauduit |                         |                   |

| Lotto-Soudal LTS                  | Lotto-Soudal LTS         | Lotto-Soudal LTS |
| --------------------------------- | ------------------------ | ---------------- |
| Num                               | Coureur                  | Pos              |
| 71                                | Jelle Vanendert (BEL)    | 34e              |
| 72                                | Stig Broeckx (BEL)       | 116e             |
| 73                                | Tony Gallopin (FRA)      | 6e               |
| 74                                | Pim Ligthart (NED)       | 123e             |
| 75                                | Jürgen Roelandts (BEL)   | 66e              |
| 76                                | Tosh Van der Sande (BEL) | 80e              |
| 77                                | Dennis Vanendert (BEL)   | AB               |
| 78                                | Tim Wellens (BEL)        | 19e              |
| Directeur sportif : Herman Frison |                          |                  |

| Movistar MOV                          | Movistar MOV             | Movistar MOV |
| ------------------------------------- | ------------------------ | ------------ |
| Num                                   | Coureur                  | Pos          |
| 81                                    | Alejandro Valverde (ESP) | 2e           |
| 82                                    | Jasha Sütterlin (GER)    | AB           |
| 83                                    | Imanol Erviti (ESP)      | AB           |
| 84                                    | José Herrada (ESP)       | AB           |
| 85                                    | Gorka Izagirre (ESP)     | 58e          |
| 86                                    | José Joaquín Rojas (ESP) | 48e          |
| 87                                    | Rory Sutherland (AUS)    | AB           |
| 88                                    | Giovanni Visconti (ITA)  | 47e          |
| Directeur sportif : José Luis Arrieta |                          |              |

| Orica-GreenEDGE OGE                 | Orica-GreenEDGE OGE    | Orica-GreenEDGE OGE |
| ----------------------------------- | ---------------------- | ------------------- |
| Num                                 | Coureur                | Pos                 |
| 91                                  | Simon Gerrans (AUS)    | 70e                 |
| 92                                  | Michael Albasini (SUI) | 69e                 |
| 93                                  | Simon Clarke (AUS)     | 76e                 |
| 94                                  | Mathew Hayman (AUS)    | AB                  |
| 95                                  | Daryl Impey (RSA)      | 67e                 |
| 96                                  | Michael Matthews (AUS) | 3e                  |
| 97                                  | Christian Meier (CAN)  | AB                  |
| 98                                  | Pieter Weening (NED)   | 68e                 |
| Directeur sportif : Laurenzo Lapage |                        |                     |

| Cannondale-Garmin TCG             | Cannondale-Garmin TCG             | Cannondale-Garmin TCG |
| --------------------------------- | --------------------------------- | --------------------- |
| Num                               | Coureur                           | Pos                   |
| 101                               | Tom-Jelte Slagter (NED)           | 36e                   |
| 102                               | Alberto Bettiol (ITA)             | AB                    |
| 103                               | Nathan Haas (AUS)                 | 38e                   |
| 104                               | Alex Howes (USA)                  | 112e                  |
| 105                               | Daniel Martin (IRL)               | 15e                   |
| 106                               | Ramūnas Navardauskas (LTU)        | 113e                  |
| 107                               | Sebastian Langeveld (NED) (Route) | 110e                  |
| 108                               | Matej Mohorič (SLO)               | AB                    |
| Directeur sportif : Robert Hunter |                                   |                       |

| Giant-Alpecin TGA                | Giant-Alpecin TGA    | Giant-Alpecin TGA |
| -------------------------------- | -------------------- | ----------------- |
| Num                              | Coureur              | Pos               |
| 111                              | Tom Dumoulin (NED)   | 26e               |
| 112                              | Warren Barguil (FRA) | 72e               |
| 113                              | Roy Curvers (NED)    | AB                |
| 114                              | Koen de Kort (NED)   | AB                |
| 115                              | Thierry Hupond (FRA) | AB                |
| 116                              | Georg Preidler (AUT) | 39e               |
| 117                              | Albert Timmer (NED)  | AB                |
| 118                              | Zico Waeytens (BEL)  | AB                |
| Directeur sportif : Aike Visbeek |                      |                   |

| Katusha KAT                      | Katusha KAT             | Katusha KAT |
| -------------------------------- | ----------------------- | ----------- |
| Num                              | Coureur                 | Pos         |
| 121                              | Joaquim Rodríguez (ESP) | 32e         |
| 122                              | Giampaolo Caruso (ITA)  | 13e         |
| 123                              | Dmitry Kozontchuk (RUS) | 94e         |
| 124                              | Sergueï Lagoutine (RUS) | 99e         |
| 125                              | Alberto Losada (ESP)    | 74e         |
| 126                              | Daniel Moreno (ESP)     | 11e         |
| 127                              | Tiago Machado (POR)     | 115e        |
| 128                              | Alexey Tsatevitch (RUS) | 25e         |
| Directeur sportif : José Azevedo |                         |             |

| Lotto NL-Jumbo TLJ                | Lotto NL-Jumbo TLJ       | Lotto NL-Jumbo TLJ |
| --------------------------------- | ------------------------ | ------------------ |
| Num                               | Coureur                  | Pos                |
| 131                               | Wilco Kelderman (NED)    | 62e                |
| 132                               | Tom Leezer (NED)         | AB                 |
| 133                               | Bert-Jan Lindeman (NED)  | AB                 |
| 134                               | Paul Martens (GER)       | 27e                |
| 135                               | Timo Roosen (NED)        | AB                 |
| 136                               | Bram Tankink (NED)       | 127e               |
| 137                               | Nick van der Lijke (NED) | AB                 |
| 138                               | Jos van Emden (NED)      | AB                 |
| Directeur sportif : Frans Maassen |                          |                    |

| Sky SKY                            | Sky SKY                      | Sky SKY |
| ---------------------------------- | ---------------------------- | ------- |
| Num                                | Coureur                      | Pos     |
| 141                                | Nathan Earle (AUS)           | AB      |
| 142                                | Sergio Henao (COL)           | 33e     |
| 143                                | Peter Kennaugh (GBR) (Route) | AB      |
| 144                                | Vasil Kiryienka (BLR)        | 71e     |
| 145                                | Philip Deignan (IRL)         | AB      |
| 146                                | Lars Petter Nordhaug (NOR)   | 16e     |
| 147                                | Xabier Zandio (ESP)          | AB      |
| 148                                | Wout Poels (NED)             | AB      |
| Directeur sportif : Servais Knaven |                              |         |

| Tinkoff-Saxo TCS               | Tinkoff-Saxo TCS              | Tinkoff-Saxo TCS |
| ------------------------------ | ----------------------------- | ---------------- |
| Num                            | Coureur                       | Pos              |
| 151                            | Roman Kreuziger (CZE)         | 14e              |
| 152                            | Michael Valgren (DEN) (Route) | 22e              |
| 153                            | Manuele Boaro (ITA)           | 52e              |
| 154                            | Jesper Hansen (DEN)           | AB               |
| 155                            | Robert Kišerlovski (CRO)      | 60e              |
| 156                            | Evgueni Petrov (RUS)          | AB               |
| 157                            | Ivan Rovny (RUS)              | 104e             |
| 158                            | Chris Anker Sørensen (DEN)    | 44e              |
| Directeur sportif : Sean Yates |                               |                  |

| Trek Factory Racing TFR          | Trek Factory Racing TFR     | Trek Factory Racing TFR |
| -------------------------------- | --------------------------- | ----------------------- |
| Num                              | Coureur                     | Pos                     |
| 161                              | Bauke Mollema (NED)         | 55e                     |
| 162                              | Julián Arredondo (COL)      | 100e                    |
| 163                              | Fumiyuki Beppu (JPN)        | AB                      |
| 164                              | Laurent Didier (LUX)        | AB                      |
| 165                              | Fabio Felline (ITA)         | 30e                     |
| 166                              | Bob Jungels (LUX)           | 23e                     |
| 167                              | Fränk Schleck (LUX) (Route) | 56e                     |
| 168                              | Calvin Watson (AUS)         | AB                      |
| Directeur sportif : Kim Andersen |                             |                         |

| Bardiani CSF BAR                      | Bardiani CSF BAR       | Bardiani CSF BAR |
| ------------------------------------- | ---------------------- | ---------------- |
| Num                                   | Coureur                | Pos              |
| 171                                   | Sonny Colbrelli (ITA)  | 107e             |
| 172                                   | Simone Andreetta (ITA) | AB               |
| 173                                   | Enrico Barbin (ITA)    | 111e             |
| 174                                   | Enrico Battaglin (ITA) | 108e             |
| 175                                   | Nicola Boem (ITA)      | AB               |
| 176                                   | Andrea Piechele (ITA)  | AB               |
| 177                                   | Stefano Pirazzi (ITA)  | AB               |
| 178                                   | Edoardo Zardini (ITA)  | 126e             |
| Directeur sportif : Roberto Reverberi |                        |                  |

| CCC Sprandi Polkowice CCC         | CCC Sprandi Polkowice CCC         | CCC Sprandi Polkowice CCC |
| --------------------------------- | --------------------------------- | ------------------------- |
| Num                               | Coureur                           | Pos                       |
| 181                               | Davide Rebellin (ITA)             | 29e                       |
| 182                               | Grega Bole (SLO)                  | 102e                      |
| 183                               | Jarosław Marycz (POL)             | 118e                      |
| 184                               | Bartłomiej Matysiak (POL) (Route) | 90e                       |
| 185                               | Maciej Paterski (POL)             | 9e                        |
| 186                               | Marek Rutkiewicz (POL)            | 81e                       |
| 187                               | Stefan Schumacher (GER)           | AB                        |
| 188                               | Branislau Samoilau (BLR)          | 119e                      |
| Directeur sportif : Piotr Wadecki |                                   |                           |

| Cult Energy CLT                    | Cult Energy CLT         | Cult Energy CLT |
| ---------------------------------- | ----------------------- | --------------- |
| Num                                | Coureur                 | Pos             |
| 191                                | Fabian Wegmann (GER)    | 114e            |
| 192                                | Russell Downing (GBR)   | AB              |
| 193                                | Linus Gerdemann (GER)   | AB              |
| 194                                | Rasmus Guldhammer (DEN) | 37e             |
| 195                                | Alex Kirsch (LUX)       | AB              |
| 196                                | Christian Mager (GER)   | AB              |
| 197                                | Michael Reihs (DEN)     | AB              |
| 198                                | Troels Vinther (DEN)    | AB              |
| Directeur sportif : Michael Skelde |                         |                 |

| MTN-Qhubeka MTN                       | MTN-Qhubeka MTN                          | MTN-Qhubeka MTN |
| ------------------------------------- | ---------------------------------------- | --------------- |
| Num                                   | Coureur                                  | Pos             |
| 201                                   | Matthew Goss (AUS)                       | AB              |
| 202                                   | Johann van Zyl (RSA)                     | AB              |
| 203                                   | Songezo Jim (RSA)                        | AB              |
| 204                                   | Serge Pauwels (BEL)                      | 46e             |
| 205                                   | Kristian Sbaragli (ITA)                  | 20e             |
| 206                                   | Daniel Teklehaimanot (ERI)               | AB              |
| 207                                   | Jacques Janse van Rensburg (RSA) (Route) | 129e            |
| 208                                   | Youcef Reguigui (ALG)                    | 120e            |
| Directeur sportif : Michel Cornelisse |                                          |                 |

| Nippo-Vini Fantini NIP               | Nippo-Vini Fantini NIP     | Nippo-Vini Fantini NIP |
| ------------------------------------ | -------------------------- | ---------------------- |
| Num                                  | Coureur                    | Pos                    |
| 211                                  | Damiano Cunego (ITA)       | 40e                    |
| 212                                  | Giacomo Berlato (ITA)      | AB                     |
| 213                                  | Daniele Colli (ITA)        | 96e                    |
| 214                                  | Pierpaolo De Negri (ITA)   | 128e                   |
| 215                                  | Iuri Filosi (ITA)          | AB                     |
| 216                                  | Alessandro Malaguti (ITA)  | AB                     |
| 217                                  | Riccardo Stacchiotti (ITA) | AB                     |
| 218                                  | Genki Yamamoto (JPN)       | AB                     |
| Directeur sportif : Stefano Giuliani |                            |                        |

| Roompot Oranje Peloton ROP        | Roompot Oranje Peloton ROP | Roompot Oranje Peloton ROP |
| --------------------------------- | -------------------------- | -------------------------- |
| Num                               | Coureur                    | Pos                        |
| 221                               | Johnny Hoogerland (NED)    | 91e                        |
| 222                               | Sjoerd van Ginneken (NED)  | 117e                       |
| 223                               | Marc de Maar (NED)         | 86e                        |
| 224                               | Huub Duyn (NED)            | 88e                        |
| 225                               | Reinier Honig (NED)        | AB                         |
| 226                               | Michel Kreder (NED)        | 61e                        |
| 227                               | Maurits Lammertink (NED)   | 21e                        |
| 228                               | Mike Terpstra (NED)        | AB                         |
| Directeur sportif : Erik Breukink |                            |                            |

| Topsport Vlaanderen-Baloise TSV    | Topsport Vlaanderen-Baloise TSV | Topsport Vlaanderen-Baloise TSV |
| ---------------------------------- | ------------------------------- | ------------------------------- |
| Num                                | Coureur                         | Pos                             |
| 231                                | Floris De Tier (BEL)            | 43e                             |
| 232                                | Tim Declercq (BEL)              | AB                              |
| 233                                | Pieter Jacobs (BEL)             | 84e                             |
| 234                                | Oliver Naesen (BEL)             | 92e                             |
| 235                                | Thomas Sprengers (BEL)          | 82e                             |
| 236                                | Edward Theuns (BEL)             | 87e                             |
| 237                                | Preben Van Hecke (BEL)          | 95e                             |
| 238                                | Arthur Vanoverberghe (BEL)      | AB                              |
| Directeur sportif : Hans De Clercq |                                 |                                 |

| Wanty-Groupe Gobert WGG                      | Wanty-Groupe Gobert WGG | Wanty-Groupe Gobert WGG |
| -------------------------------------------- | ----------------------- | ----------------------- |
| Num                                          | Coureur                 | Pos                     |
| 241                                          | Enrico Gasparotto (ITA) | 8e                      |
| 242                                          | Björn Leukemans (BEL)   | 28e                     |
| 243                                          | Marco Marcato (ITA)     | AB                      |
| 244                                          | Marco Minnaard (NED)    | 83e                     |
| 245                                          | Mirko Selvaggi (ITA)    | 41e                     |
| 246                                          | Francis De Greef (BEL)  | 122e                    |
| 247                                          | Yannick Eijssen (BEL)   | 121e                    |
| 248                                          | Jan Ghyselinck (BEL)    | AB                      |
| Directeur sportif : Hilaire Van der Schueren |                         |                         |